# Питер Кушинг
Питер Кушинг (енгл. Peter Cushing; Кенли, Сари, 26. мај 1913 — Кентербери, Кент 11. август 1994) био је енглески глумац, најпознатији по улогама у хорор филмовима Хамер продукције, првенствено као професор Абрахам ван Хелсинг у филмовима о грофу Дракули, али и као Велики Моф Вилхуф Таркин у филмском серијалу Ратови звезда.
У каријери је глумио у више од 100 филмова у 6 различитих деценија. Своју каријеру започео је улогама у позоришту, пре одласка у Холивуд и почетка филмске каријере. Године 1956. награђен је наградом БАФТА за најбољег глумца. Познат је и по честим сарадњама са Кристофером Лијем, који му је постао најближи пријатељ. Тумачио је лик Озрика у Лоренс Оливијевој адаптацији Хамлета, као и др Виктора Франкенштајна у 6 филмова о Франкенштајну.

## Биографија
Кушинг је рођен у Кенлију 26. маја 1913. као млађи син Џорџа Едварда и Нели Мари Кушинг. Имао је брата Џорџа, који је био 3 године старији од њега. Његова породица припадала је вишој класи у Енглеској. Његова породица је за време Првог светског рата живела у Дулвичу, али се одмах након што се завршио преселила у Пурли, где је Кушинг остао да живи до краја свог живота.
Као мали, Кушинг је имао здравствених проблема и боловао је од двоструке упале плућа. Пре него што је завршио са студијама, Кушинг је за своју породицу зарађивао наступима у луткарским позориштима. Пошто је завршио Факултет музике и уметности у Лондону, 1935. је почео да глуми по позориштима, да би му 1939. отац купио карту за Холивуд, где Кушинг започиње своју филмску каријеру.
Био је 28 година у браку са Виолетом Бек (касније познату под именом Хелена Кушинг), све до њене смрти 1971. године. Питер и Виолета нису имали деце. Након њене смрти, Кушинг је објавио 2 аутобиографије о празном животу без супруге.

## Каријера
Филмску каријеру Кушинг је започео сарадњом са продукцијском кућом Коламбија пикчерс на филму Човек са гвозденом маском. Убрзо је добио још неколико улога крајем 1930-их и почетком 1940-их, међу којима су и серије у продукцији Метро-Голдвин-Мејера. Током Другог светског рата, вратио се у Енглеску, где је учествовао у организацији ENSA, која је обезбеђивала забаву енглеским војницима.
Другом половином 1940-их и првом половином 1950-их остварио је велики успех у телевизијским филмовима и серијама. Од 1957. Кушинг започиње сарадњу са Хамер продукцијом и тумачи главне ликове у већини најуспешнијих хорор филмова тог времена, међу којима су филмови о грофу Дракули, Франкенштајну и Мумији. У свим филмовима, Кушинг тумачи лика који је супарник лику Кристофера Лија.
Кушинг је познат и по својој улози Великог Мофа Таркина у филму Ратови звезда: Епизода IV — Нова нада. Двадесет и две године након Кушингове смрти његов лик је поново створен помоћу CGI технологије за потребе филма Одметник-1: Прича Ратова звезда.

## Филмографија
| Улоге Питера Кушинга |                                       |               |                                           |                       |
| Година               | Српски назив                          | Изворни назив | Улога                                     | Напомена              |
| 1939.                | Човек са гвозденом маском             |               | други официр                              |                       |
| 1948.                | Хамлет                                |               | Озрик                                     |                       |
| 1952.                | Мулен руж!                            |               | Марчел де ла Воисијер                     |                       |
| 1954.                | Црни витез                            |               | сер Паломид                               |                       |
| 1956.                | Александар Велики                     |               | генерал Мемнон                            |                       |
| 1957.                | Франкенштајново проклетство           |               | др Виктор Франкенштајн                    |                       |
| 1958.                | Дракулин хорор                        |               | професор Абрахам ван Хелсинг              |                       |
| 1958.                | Франкенштајнова освета                |               | др Виктор Франкенштајн                    |                       |
| 1959.                | Баскервилски пас                      |               | Шерлок Холмс                              |                       |
| 1959.                | Мумија                                |               | Џон Бенинг                                |                       |
| 1960.                | Дракулине невесте                     |               | професор Абрахам ван Хелсинг              |                       |
| 1964.                | Франкенштајново зло                   |               | др Виктор Франкенштајн                    |                       |
| 1964.                | Горгона                               |               | др Намаров                                |                       |
| 1965.                | Доктор Ху                             |               | Доктор                                    |                       |
| 1966.                | Дракула: Принц таме                   |               | професор Абрахам ван Хелсинг              | архивски снимци       |
| 1967.                | Осветници                             |               | Пол Бересфорд                             | ТВ серија             |
| 1967.                | Франкенштајн је створио жену          |               | др Виктор Франкенштајн                    |                       |
| 1968.                | Шерлок Холмс                          |               | Шерлок Холмс                              |                       |
| 1969.                | Франкенштајн мора бити уништен        |               | др Виктор Франкенштајн                    |                       |
| 1972.                | Дракула у 1972.                       |               | Лоренс ван Хелсинг др Лоример ван Хелсинг |                       |
| 1973.                | Дракулини сатанистички ритуали        |               | др Лоример ван Хелсинг                    |                       |
| 1974.                | Франкенштајн и чудовиште из пакла     |               | др Виктор Франкенштајн                    |                       |
| 1974.                | Легенда о 7 златних вампира           |               | професор Абрахам ван Хелсинг              |                       |
| 1976.                | Земља Минотаура                       |               | барон Корофакс                            |                       |
| 1977.                | Ратови звезда — епизода IV: Нова нада |               | Велики Моф Вилхуф Таркин                  | Награда Сатурн (ном.) |
| 1980.                | Прича о два града                     |               | др Александер Манете                      |                       |
| 1984.                | Строго поверљиво                      |               | власник књижаре                           |                       |
| 1984.                | Маска смрти                           |               | Шерлок Холмс                              |                       |
| 2016.                | Одметник 1: Прича Ратова звезда       |               | Велики Моф Вилхуф Таркин                  | CGI технологија       |